# Changxing
För andra betydelser, se Changxing (olika betydelser).
Changxing är ett härad i östra Kina, och tillhör Huzhous stad på prefekturnivå i provinsen Zhejiang. Häradet är belägen sydväst om (och med kust mot) Taisjön, en av landets största insjöar, och har gräns mot de båda provinserna Anhui och Jiangsu. 
Befolkningen uppgick till 611 518 invånare vid folkräkningen år 2000. Den klart största orten i häradet är Zhicheng med 161 647 invånare 2000. Changxing var år 2000 indelat i tio köpingar (zhen) och tio socknar (xiang).
Häradet har sedan 2004 ett partnerskapsavtal med Regionförbundet i Kalmar län och man hade 2005-2011 ett permanent bemannat representationskontor i Kalmar.